# Gemengde werkelijkheid

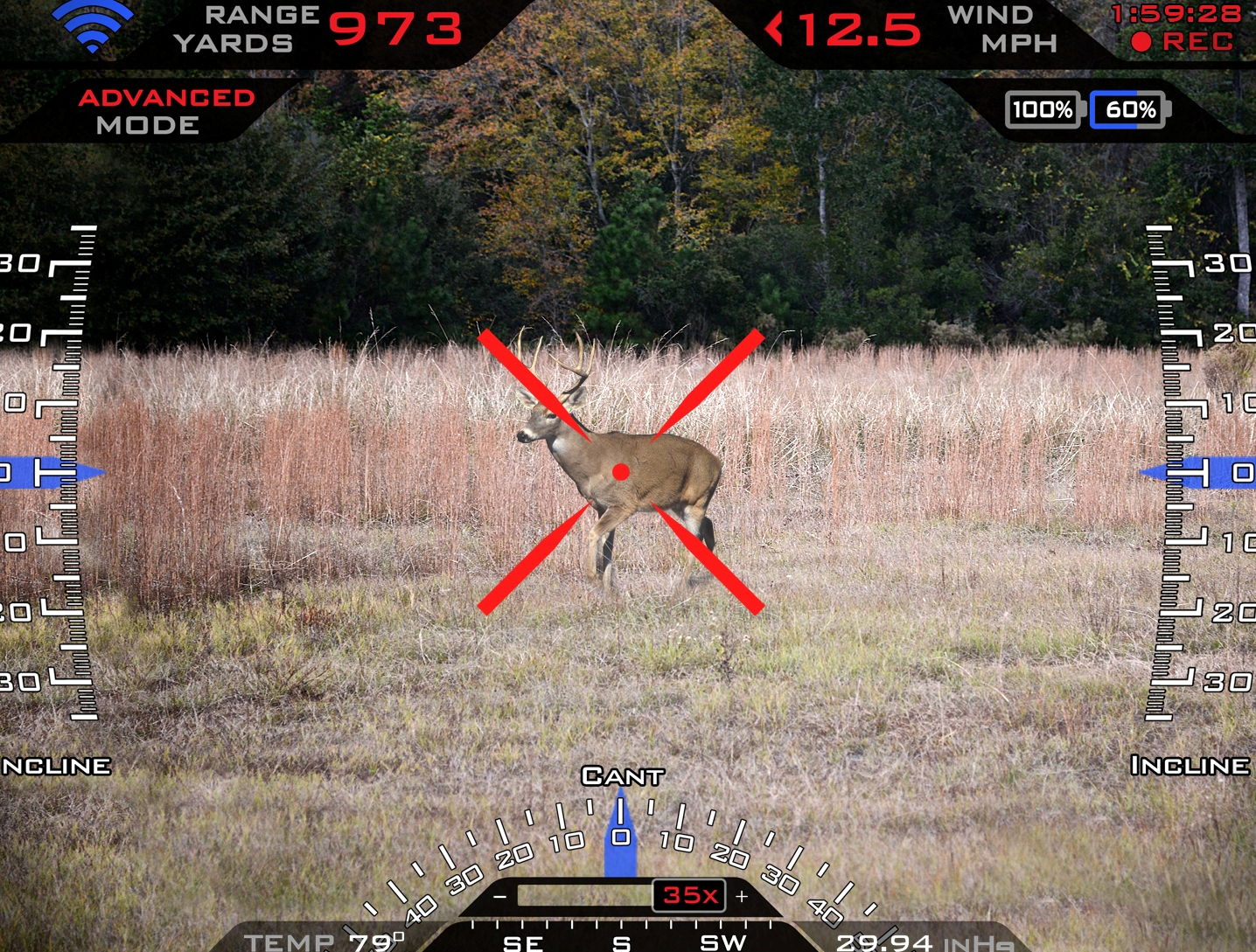
Head-up display

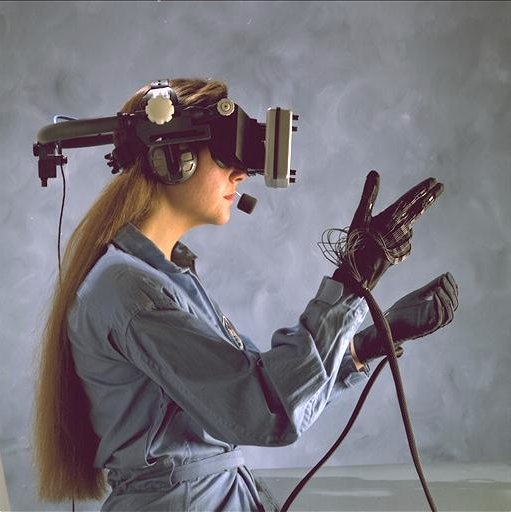
Head-mounted display

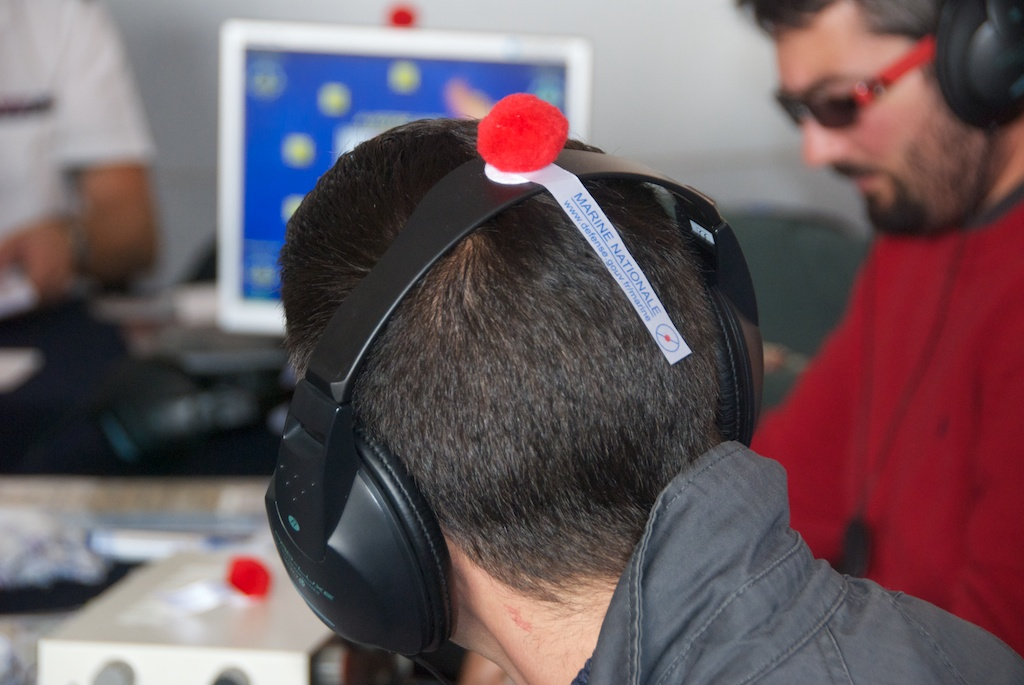
Hoofdtelefoons

Gemengde werkelijkheid, gemengde realiteit of interrealiteit is de vermenging van de werkelijke wereld en een virtuele (schijnbare) wereld die met behulp van computers wordt gecreëerd. Deze vermenging van de werkelijke en de virtuele wereld kan door een individu of door een groep mensen worden opgewekt. Deze vermenging van de werkelijke en de virtuele wereld kan een indruk van een complete werkelijkheid geven.

## Mixed reality
Engelstalige studies gebruiken meestal het begrip mixed reality. Gemengde werkelijkheid laat bezoekers van de cyberspace en spelers van computerspelen met virtuele werkelijkheid naadloos overstappen of snel wisselen tussen de werkelijke en de fantasiewereld en beide als één geheel beleven.
Interrealiteit is een manier om een kunstmatige omgeving over te doen komen als ‘bijna echt’. Waarneming van de werkelijke omgeving kunnen in de virtuele omgeving worden geïntegreerd. Door camera's en microfoons kan iemand waarnemen wat zich op een grote afstand bevindt, alsof het in de nabije omgeving is. Voor het gevoel van de waarnemer lijkt het dan werkelijkheid.
Als er betere manieren worden ontdekt om de menselijke zintuigen als het ware te 'verlengen', dan kan de virtuele wereld nog beter met de werkelijke wereld vermengd worden, waardoor de virtuele wereld nog echter gaat lijken. Bijvoorbeeld: de beelden op een beeldscherm of geprojecteerd met beamers lijken dan haast even echt als wat iemand door een raam kan zien. Over de hele wereld zijn mensen met dit onderwerp bezig, met name in trainingssituaties.
Mixed reality wordt nog wel eens verward met augmented reality. Dat er een verschil is tussen Augmented, Virtual en Mixed reality zijn de experts het inmiddels over eens.

## Interrealiteit
In 2003 heeft de Nederlandse onderzoeker Dr. Jacob van Kokswijk een definitie gegeven van het begrip 'interreality'. In zijn boek 'Architectuur van een cybercultuur' noemde hij het an individual or collective excited hybrid merge of a physical and a virtual represented world, that results into an ubiquitous experience. Dat boek was gebaseerd op zijn proefschrift.
In 2006 heeft EPN Platform voor de informatiesamenleving 'interrealiteit' als onderzoeksdomein gekozen. Het onderzoek van EPN (nu ECP) naar interrealiteit was een onderdeel van haar onderzoek naar virtuele werelden. Ook de Universiteit Twente, afdeling Psychologie en Communicatie besteedde aandacht aan interrealiteit.

## Afbeeldingen

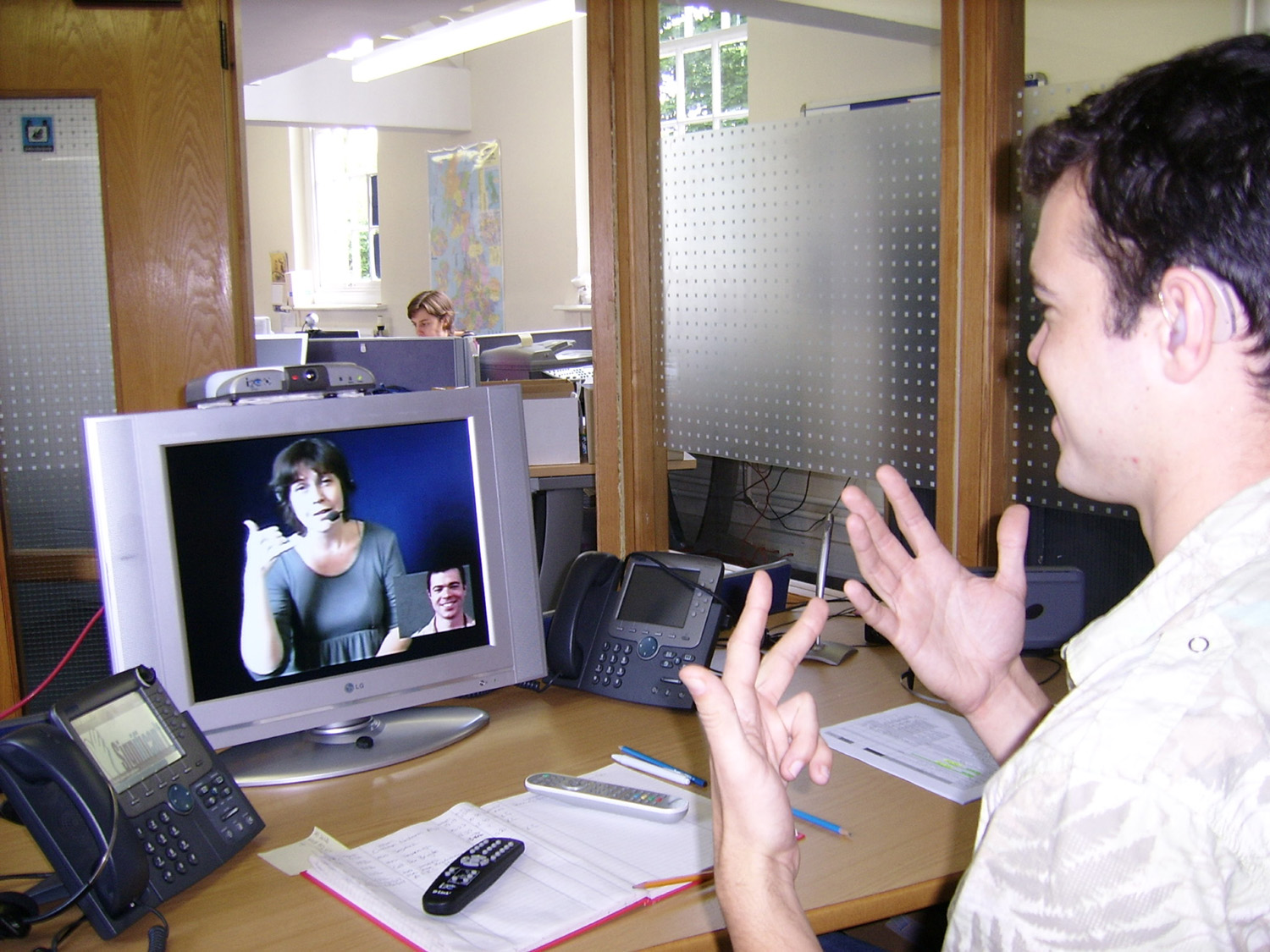
Videotelefonie
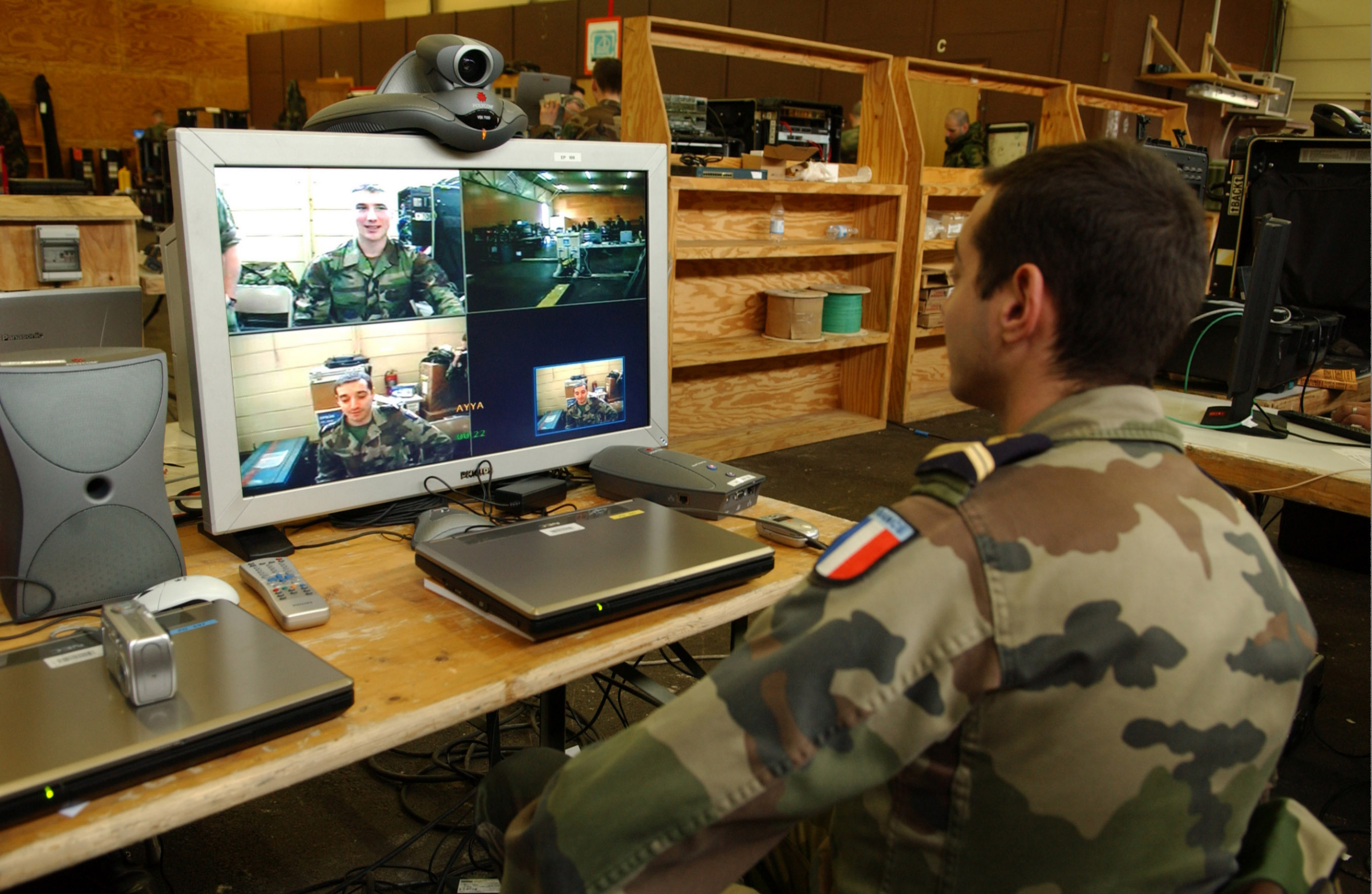
Videoconferentie
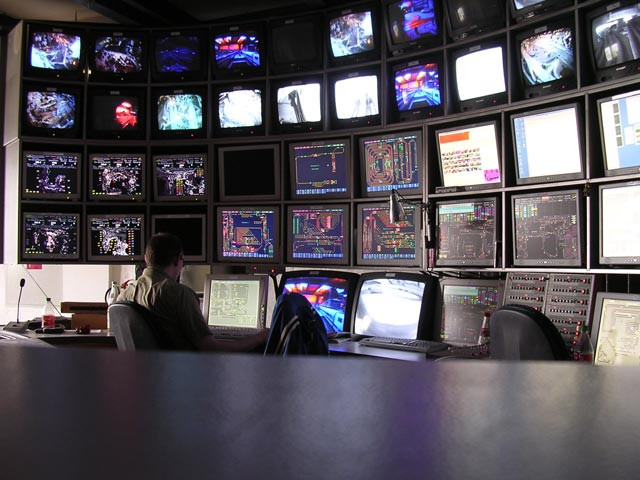
Beeldschermen
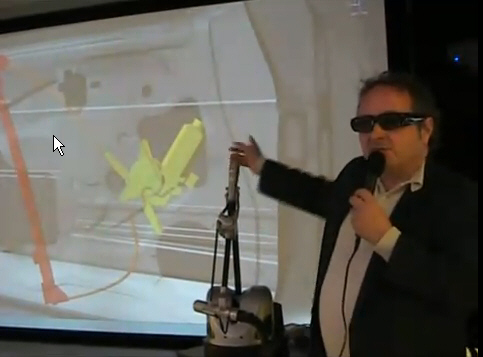
Interactieve virtual reality
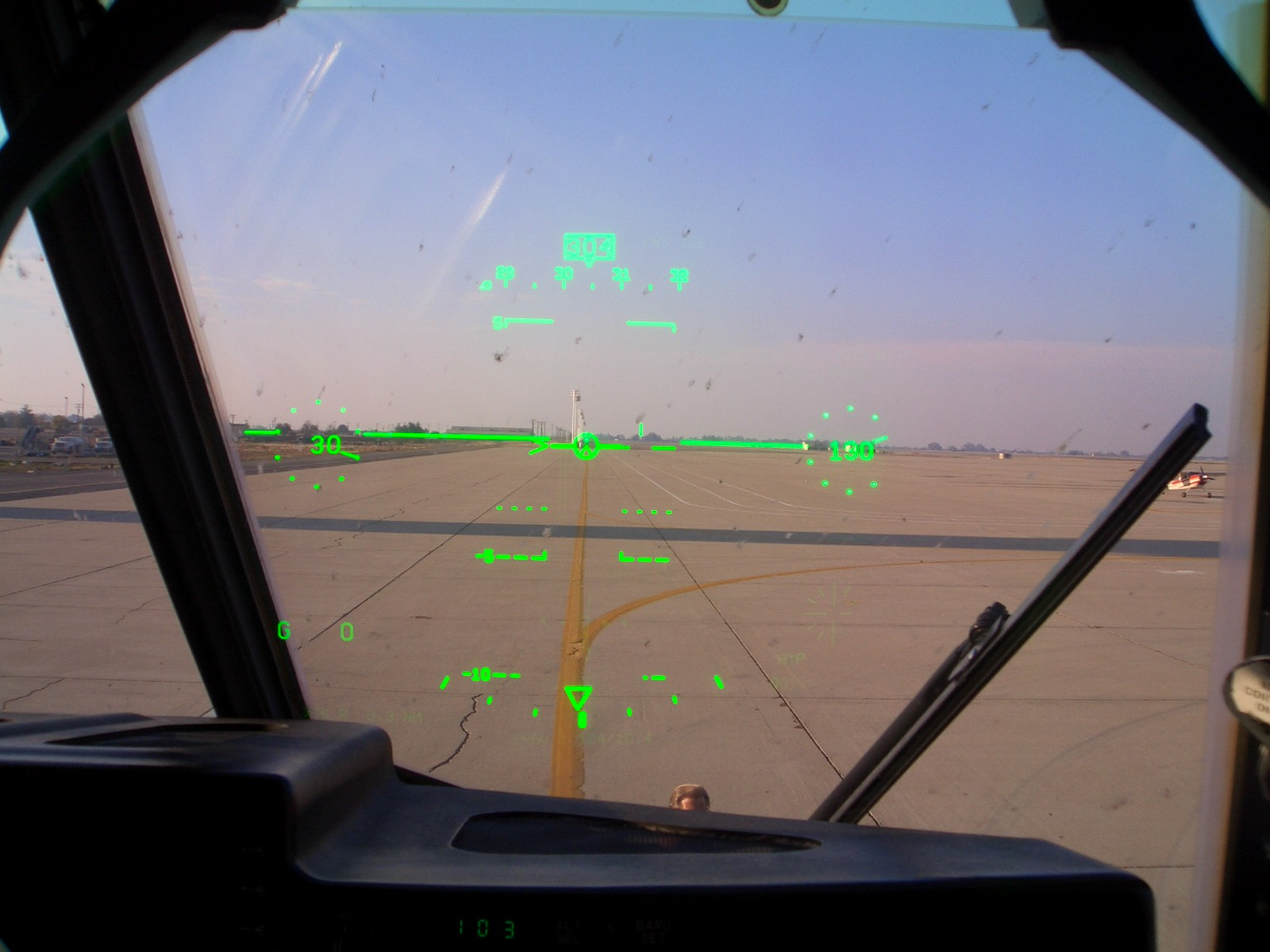
Head-up display
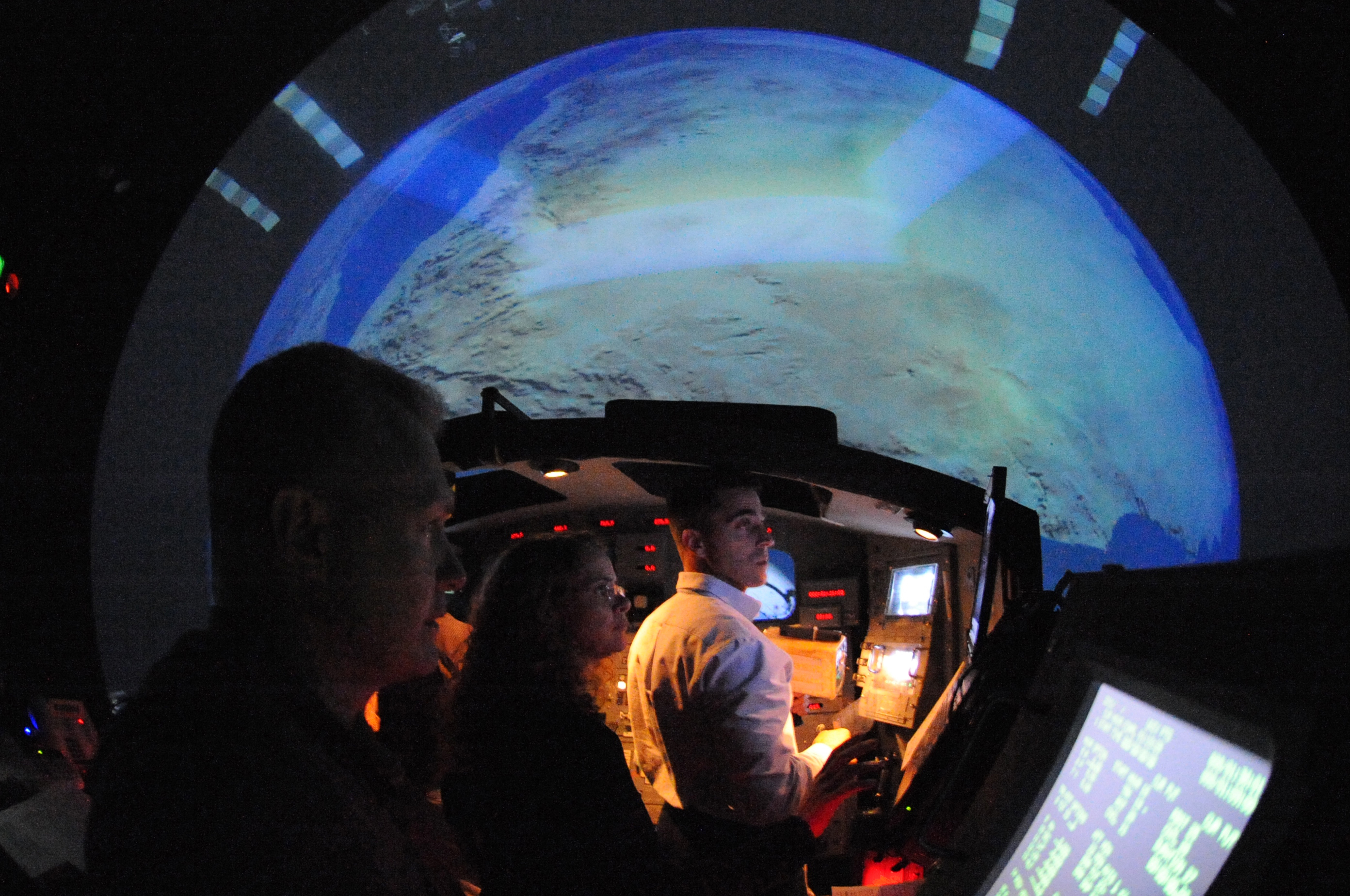
Simulator
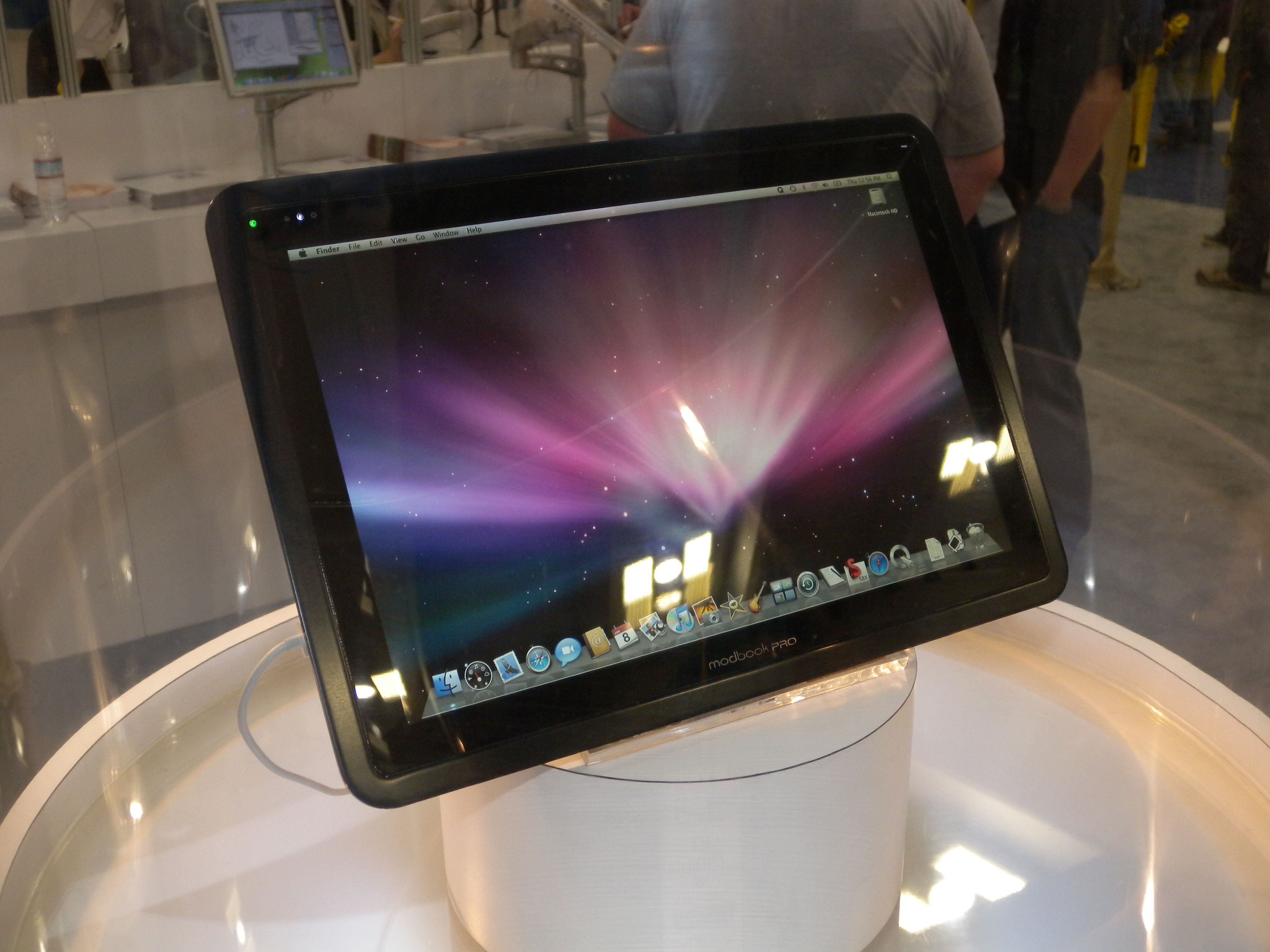
Tablet-pc
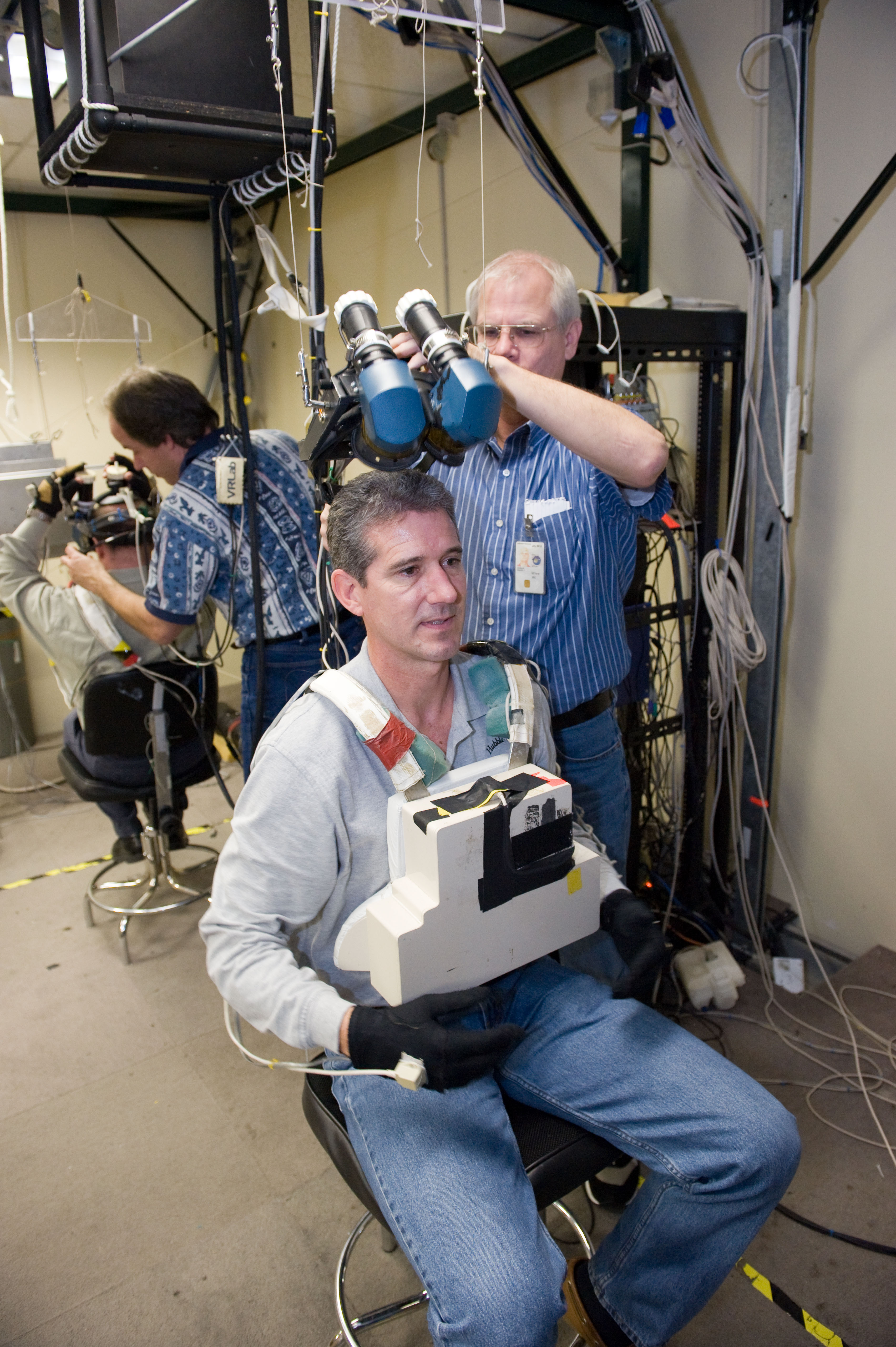
Virtual reality training
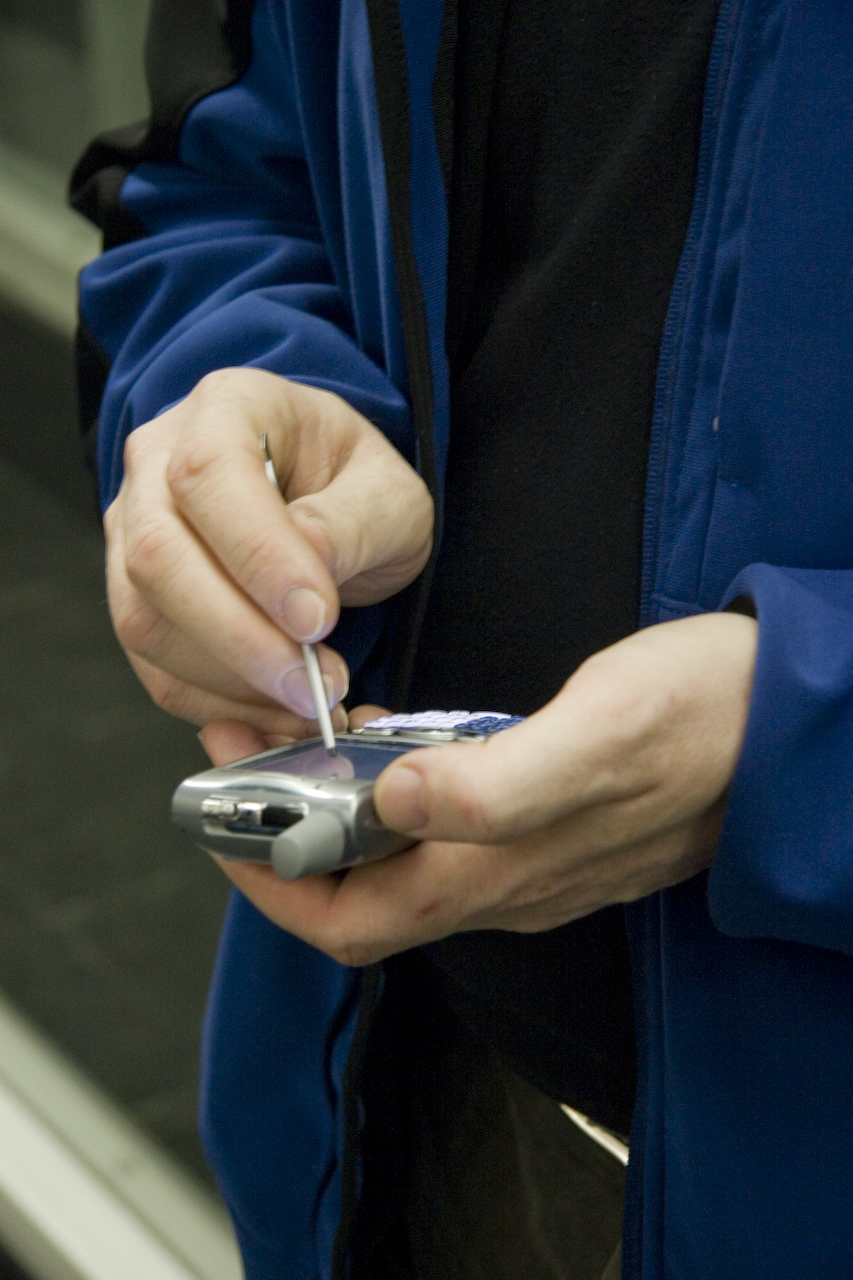
Personal digital assistant
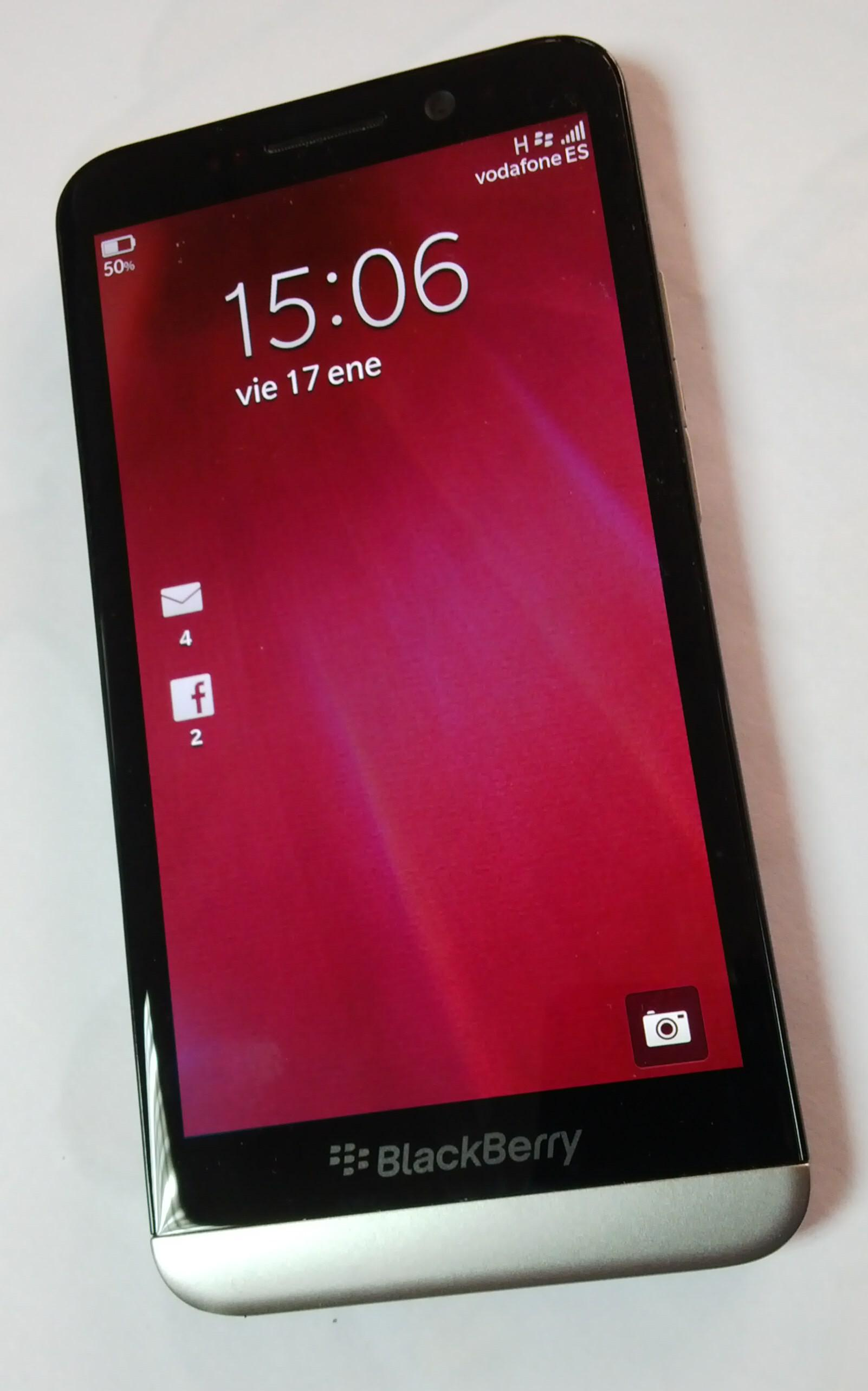
Smartphone